# NGC 6113
NGC 6113 is een lensvormig sterrenstelsel in het sterrenbeeld Hercules. Het hemelobject werd op 19 juni 1887 ontdekt door de Amerikaanse astronoom Lewis A. Swift.

## Synoniemen
- MCG 2-41-24
- ZWG 80.4
- PGC 57807